# Masters de París 1986
El Abierto de París 1986 fue un torneo de tenis jugado sobre moqueta. Fue la edición número 15 de este torneo. Se celebró entre el 27 de octubre y el 3 de noviembre de 1986. 

## Campeones

### Individuales masculinos
Boris Becker vence a  Sergio Casal 6–4, 6–3, 7–6.

### Dobles masculinos
Peter Fleming /  John McEnroe vencen a  Mansour Bahrami /  Diego Pérez, 6–3, 6–2.